# Niallia tiangongensis
Niallia tiangongensis es una bacteria grampositiva, aeróbica, formadora de esporas, en forma de bastoncillo, perteneciente al género Niallia dentro de la familia Cytobacillaceae. Se aisló por primera vez a partir de muestras de superficie recogidas a bordo de la estación espacial Tiangong durante la misión Shenzhou-15 de China en mayo de 2023. La especie fue descrita formalmente en 2025 tras análisis genómicos y fenotípicos.

## Descubrimiento
Las muestras que condujeron a la identificación de N. tiangongensis se obtuvieron de la superficie del hardware dentro de la estación espacial Tiangong como parte del Programa de Microbioma del Área de Habitación de la Estación Espacial de China (CHAMP). Las muestras recolectadas fueron devueltas a la Tierra para su análisis, donde se aisló y caracterizó la cepa.

## Importancia
El descubrimiento de N. tiangongensis subraya la importancia de monitorear las comunidades microbianas en los hábitats espaciales. La comprensión de las adaptaciones de dichos microbios puede informar estrategias para mitigar los riesgos potenciales para la salud de los astronautas y la integridad de la nave espacial durante misiones de larga duración.